# Anders Schönberg den yngre
Anders Schönberg (d.y.), född 7 oktober 1737 i Östervåla socken, död 6 april 1811, var svensk historiker, rikshistoriograf och riksheraldiker.

## Levnad
Anders Schönberg föddes på Aspnäs gård i Uppland som son till hovjägmästaren Anders Schönberg d.ä. och friherrinnan Gustafva Johanna von Friesendorff. Fadern är känd som anordnare av ett flertal stora jakter för konung Fredrik I. Föräldrarna hade tillsammans åtta barn, sex döttrar och två söner, av vilka Anders Schönberg var den yngste.
Schönberg gifte sig 1762 med Elisa Margareta Hierta. Sina sista år tillbringade han på sin egendom Åsberg i Gästrikland.

## Karriär
Schönberg studerade vid Uppsala universitet och skrevs därefter in som auskultant vid Svea hovrätt. Han övergick dock snart till Kanslikollegium. Han deltog som riksdagsman i samtliga riksmöten från 1760 till och med 1792. Han kom att sluta sig till Hattpartiet.
Schönberg utnämndes 1761 till rikshistoriograf och 1773 till riksheraldiker. 1776 erhöll han fullmakt som kansliråd. Schönberg blev 1767 ledamot av Vetenskapsakademien och den 20 mars 1786 ledamot av Kungliga Vitterhets Historie och Antikvitets Akademien.
Som författare inom politiska och historiska ämnen var Schönberg en produktiv författare. Hans främsta verk är Historiska bref om det svenska regeringssättet i äldre och nyare tid. 1765 utkom Schönberg med "Om orsakerna till svenska folkets utflyttning", en pamflett i patriotisk anda som utgjorde en replik till Anders Chydenius och dennes svar i samma ämne till Vetenskapsakademien.
Anders Schönberg upprätthöll en tät korrespondens med Jacob Tengström i Åbo, som 1817 blev Finlands förste ärkebiskop. Drygt 200 brev finns bevarade från Schönberg till Tengström. De fanns i en källare på universitetsbiblioteket i Helsingfors och beforskades på 1980-talet av Tord Andersson. Varje brev i den omfattande korrespondensen (1780–1811) har "ett och ett, ridits med postväska från Gästrikland ner genom Uppland, rotts över Ålands hav, fortsatt över öarna och så småningom nått kvarteren kring domkyrkan i Åbo. Mestadels handlar de om politik och om 1700-talets kulturfrågor.
Från sommaren och höstmånaderna 1780 noteras att Schönberg ber Tengström om hjälp. Han vill ha en dikt skriven och den kommer också – rodd och riden – 14 dagar senare. Det var en böneskrift riktad till brukspatronen på Gysinge bruk, Gustaf Wittfoth för Schönbergs bryggerska, Kerstin från Skammora som ville gifta sig med Schönbergs dräng, Erik Larsson och som därför behövde ett torp för de två att bo i.